# وارلاک (فیلم ۱۹۸۹)
وارلاک (به انگلیسی: Warlock) یک فیلم فراطبیعی ترسناک آمریکایی محصول سال ۱۹۸۹ به کارگردانی استیو مینر و نویسندگی دیوید تویی است. جولیان سندز در نقش شخصیت اصلی بازی می‌کند، پسر شیطان که از اواخر دهه ۱۶۰۰ تا دوران مدرن با مأموریت ویران کردن جهان سفر می‌کند. لوری سینگر و ریچارد ئی. گرانت در نقش یک زن قرن بیستم و یک شکارچی جادوگر قرن هفدهمی که تلاش می‌کند او را متوقف کند، همبازی هستند. دنباله این فیلم با نام وارلاک: آرماگدون در سال ۱۹۹۳ منتشر شد. و قسمت سوم در سال ۱۹۹۹ با عنوان وارلاک ۳: پایان بی‌گناهی منتشر شد.
این فیلم در سال ۱۹۸۹ به صورت بین‌المللی نمایش داده شد، اما تا ۱۱ ژانویه ۱۹۹۱ اکران آمریکایی را دریافت نکرد. نقدهای متفاوتی دریافت کرد و با بودجه ۱۵ میلیون دلاری ۹ میلیون دلار فروش کرد. این فیلم دو دنباله دارد، اگرچه هر دو به عنوان فیلم‌های مستقل و بدون ارتباط با فیلم اصلی عمل می‌کنند.

## داستان
بوستون سال ۱۶۹۱، ساحری محکوم به مرگ شده اما به‌طور معجره آسایی نجات یافته و به آینده می‌رود و توسط یک شکارچی تعقیب می‌شود. او در جستجوی یک قسمت یک انجیل شیطانی است و…